# Diapontia
Diapontia là một chi nhện trong họ Lycosidae.